# Spotify
Spotify è un servizio musicale non-libero svedese che offre lo streaming on demand di una selezione di brani di varie case discografiche ed etichette indipendenti, incluse Sony, EMI, Warner Music Group e Universal. Lanciato nell'ottobre 2008 dalla startup svedese Spotify AB, il servizio ha oltre 75 milioni di utenti al 10 giugno 2015. Il 14 dicembre 2016 vengono raggiunti i 40 milioni di utenti paganti, acquisendo in soli sei mesi 10 milioni di abbonati. Ha registrato più di 675 milioni di utenti attivi mensili nel dicembre 2024 e più di 263 milioni di abbonati; detiene così il 32,2% del mercato globale annuale in termini di utenze premium, risultando dunque il servizio di streaming musicale leader al mondo.
Spotify è disponibile in versione gratuita e a pagamento, nella maggior parte dei globo, tra cui Europa, nella quasi totalità delle Americhe, in Oceania, in alcuni Paesi dell'Africa e dell'Asia. Il servizio è fruibile attraverso Microsoft Windows, macOS, GNU/Linux (solo per Debian e Ubuntu e senza supporto tecnico), Google Chrome OS, Telia Digital-tv e i dispositivi mobili equipaggiati con iOS (iPod/iPhone/iPad), Android, BlackBerry (in versione beta limitata), Windows Mobile, Windows Phone (fino al 2017), Symbian OS, webOS, Squeezebox, Boxee, Sonos, PlayStation 3 (fino al 2023), PlayStation 4, PlayStation 5, Xbox One, WD TV e MeeGo.
La musica può essere visualizzata per artista, album, etichetta, genere o playlist così come grazie a ricerche dirette. Sui dispositivi desktop un collegamento permette all'ascoltatore di acquistare materiale selezionato presso venditori di terze parti. Sui dispositivi mobili è possibile per alcuni artisti vedere le date dei prossimi eventi dal vivo.

## Storia

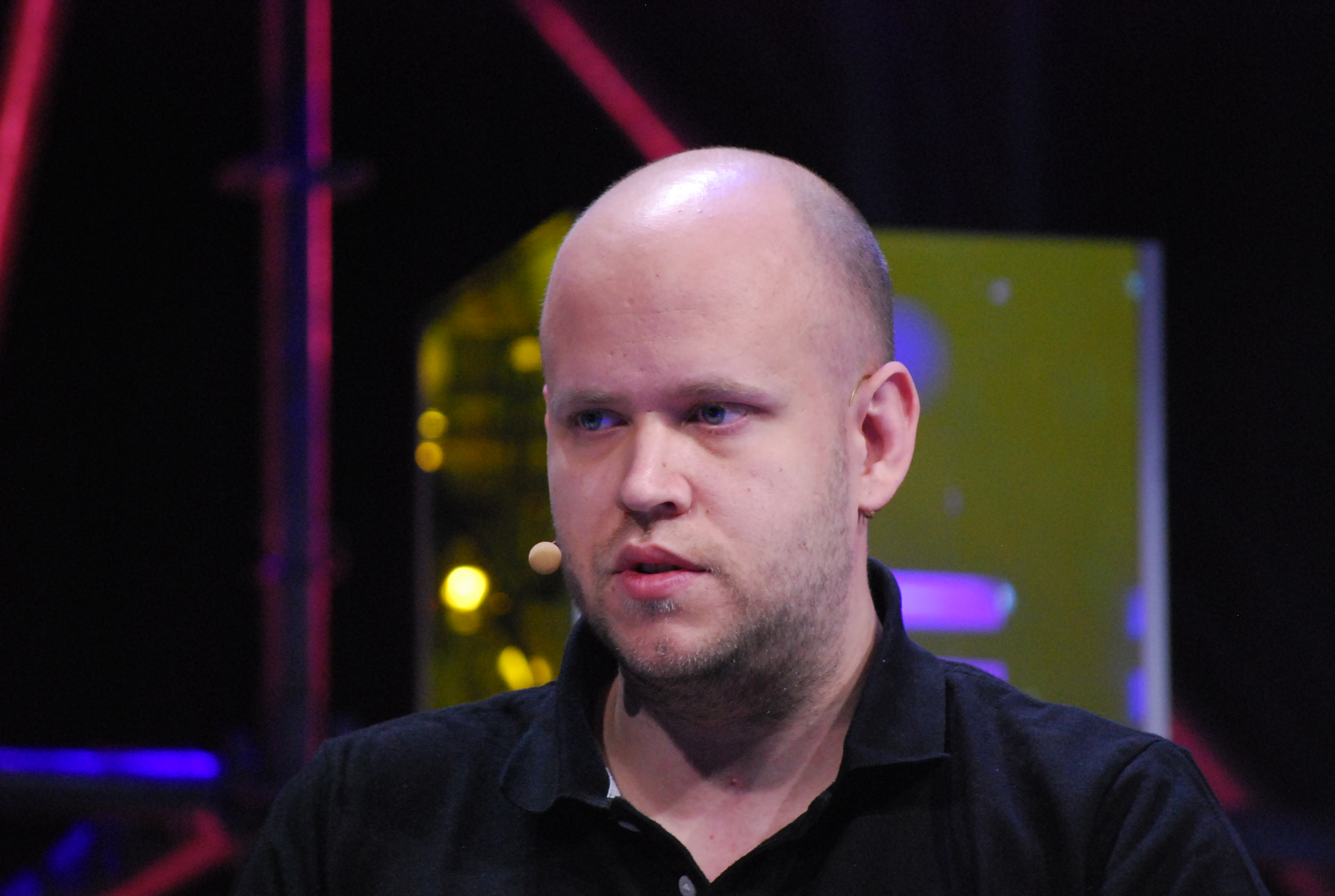
Daniel Ek, fondatore di Spotify

Spotify è stato sviluppato a partire dal 2006 dalla Spotify AB a Stoccolma in Svezia. L'azienda, il cui nome è una parola macedonia tra "spot" e "identify", è stata fondata da Daniel Ek, ex CTO di Stardoll, e da Martin Lorentzon, cofondatore di TradeDoubler. L'azienda madre oggi è la Spotify Ltd di Londra, mentre ricerca e sviluppo vengono ancora svolti dalla Spotify AB a Stoccolma.
Il programma Spotify è stato distribuito pubblicamente il 7 ottobre 2008. Mentre gli account gratuiti erano disponibili solo attraverso un invito, dal momento del lancio gli abbonamenti a pagamento sono disponibili a tutti. Nello stesso periodo, Spotify AB ha anche annunciato accordi di licenza con molte grandi case discografiche. L'azienda ha riportato una perdita di 4,4 milioni di dollari nell'anno 2008. I primi passi nella direzione di offrire account gratuiti al pubblico senza inviti sono stati intrapresi il 10 febbraio 2009, quando Spotify ha consentito la registrazione gratuita nel Regno Unito. In seguito all'aumento delle registrazioni dopo la distribuzione dell'applicazione per dispositivi mobili, Spotify ha impedito le registrazioni libere nel Regno Unito per parte del 2009 ed è tornato al modello del solo invito.
Nel febbraio 2010, Spotify ha ricevuto un piccolo investimento da Founders Fund in cui Sean Parker era tra i dirigenti ed era stato reclutato per aiutare Spotify a «vincere le etichette nel più grande mercato di musica mondiale».
Il 4 marzo 2009, Spotify ha annunciato che si erano presentati dei problemi di sicurezza nel servizio, a causa dei quali informazioni private (inclusi indirizzi email e password in hash con salt) degli utenti registrati prima del 19 dicembre 2008 erano state potenzialmente violate. 
Il 28 gennaio 2010, il software antivirus di Symantec ha individuato Spotify come un Trojan horse, disabilitando il programma in milioni di computer. Il 18 maggio 2010, Spotify ha annunciato la disponibilità di due ulteriori tipologie di account. Spotify Unlimited è come Spotify Premium ma non dispone delle applicazioni per dispositivi mobili e di altre funzioni. Spotify Open è una versione ridotta Spotify Free che consente agli utenti di ascoltare fino a venti ore di musica ogni mese. Spotify Free rimane disponibile solo su invito. Il 1º settembre 2010, il World Economic Forum ha conferito all'azienda il titolo di Technology Pioneer per il 2011.
Roberta Maley è stata la presidente dei servizi Premium di Spotify. È nota per le sue comparse in alcune pubblicità di Spotify.

Logo originale di Spotify (2008–2012)

Il 25 marzo 2011, Spotify ha temporaneamente disabilitato la pubblicità proveniente da fonti esterne per i suoi account gratuiti a causa di un attacco che sfruttava una vulnerabilità di Java per introdurre programmi ostili sul computer dell’utente. Il 14 aprile 2011, Spotify ha annunciato attraverso il suo blog che avrebbero diminuito drasticamente la quantità di musica che i membri non paganti avrebbero potuto ascoltare a partire dal 1º maggio 2011. Il post diceva che tutti i membri "Spotify Open" e "Spotify Free" avrebbero avuto una nuova tipologia di account con un limite di dieci ore mensili. Inoltre un utente avrebbe potuto ascoltare la stessa traccia per un massimo di cinque volte. I membri "Spotify Unlimited" e "Spotify Premium" non sarebbero stati coinvolti in questo cambiamento. I nuovi utenti sarebbero stati esclusi dalle modifiche per sei mesi. Il 17 giugno 2011 è stato annunciato che Spotify si era assicurato altri 100 milioni di dollari di investimenti e intendeva utilizzarli per finanziare il suo lancio statunitense. Con questi nuovi investimenti l'azienda era valutata un miliardo di dollari. Il 14 luglio 2011, Spotify ha lanciato il suo servizio negli Stati Uniti: si è trattato di un importante traguardo raggiunto dopo anni di ritardi e negoziati con le quattro maggiori case discografiche. Il 30 novembre 2011, Spotify ha lanciato Spotify Apps e App Finder per «offrire nuove ed eccitanti esperienze musicali costruite attorno ai tuoi gusti». I partner del lancio includevano i Rolling Stones, We Are Hunted, Top10, Songkick, The Guardian, Soundrop e Last.FM. Il 9 dicembre 2011, Spotify ha completamente rinnovato il servizio delle Radio, aggiungendo stazioni senza limiti e un nuovo sistema di raccomandazioni musicali.
Il 29 marzo 2012, Spotify ha rimosso la restrizione che limitava alcuni utenti ad ascoltare al massimo cinque volte la stessa canzone. Questa restrizione si applicava agli utenti che avevano un account gratuito per più di sei mesi.
L'11 dicembre 2013, Spotify annuncia lo streaming "shuffle" gratuito e l'offerta finora limitata ai pc viene estesa a smartphone e tablet. Verrà rimosso anche il limite di 10 ore al mese. Tra i brani a disposizione arrivano anche quelli dei Led Zeppelin.
Il 15 gennaio 2014, viene annunciato che è stato rimosso il limite di 10 ore al mese per gli utenti Free. Dal 30 marzo 2015 è disponibile come applicazione su PlayStation 3 e PlayStation 4 con il servizio PlayStation Music, ed è integrata in PlayStation 5 fin dal lancio sul mercato, tuttavia la versione per PlayStation 3 venne chiusa il 7 luglio 2023.
Nel 2025 l'azienda ha destinato 150000 $ all'inaugurazione di Donald Trump, presidente degli Stati Uniti d'America. Nel mese di aprile seguente ha rivelato di non aver usato l'intelligenza artificiale per la previsione delle hit estive del 2024, suggerite, invece, da un team editoriale multinazionale.

## Caratteristiche

### Le versioni
Spotify prevede due tipologie di utenze: una di base e gratuita:
- Free, già disponibile al momento della sottoscrizione del servizio accedendo con un account Facebook o Spotify, con la quale l'utente può ascoltare una quantità illimitata di musica, ma sovrapposta a pubblicità visiva e simil-radiofonica e con possibilità di passare da un brano all'altro della playlist sei volte in un'ora;
- Premium, che consente di ascoltare musica senza interruzioni pubblicitarie ed accedere ad ulteriori funzioni come lo streaming con maggiore bitrate (migliore qualità audio), l'accesso offline alla musica e ai podcast le applicazioni mobili.[45]

In passato, per utilizzare Spotify era necessario disporre obbligatoriamente di un account Facebook, ma dal 30 agosto 2012 è stata reintrodotta la possibilità di creare un account su Spotify. Gli abbonamenti sono disponibili agli utenti con carte di credito/debito, con un account PayPal per i residenti in certi Paesi oppure attraverso il circuito Paysafecard.

### Catalogo
A luglio 2011 il catalogo consentiva l'accesso a circa 15 milioni di brani attraverso la ricerca per artista, album, titolo, etichetta e genere e permetteva agli utenti di accedere ai brani delle major e di molte etichette indipendenti. Alcuni artisti hanno deciso di non essere aggiunti a Spotify. Inoltre, alcuni artisti sono assenti in certe regioni geografiche a causa di restrizioni sulle licenze imposte dalle case discografiche. Per esempio i Beatles non sono stati disponibili fino al 2016 a causa di un accordo di distribuzione digitale in esclusiva per iTunes. Il programma di Spotify permette di importare musica da iTunes, con l'opzione della sincronizzazione con un dispositivo mobile. Gli utenti del Regno Unito, Francia, Spagna, Norvegia, Svezia, Finlandia e dei Paesi Bassi possono anche comprare la maggioranza dei brani, se disponibili, dal partner di Spotify 7digital.

### Playlist
Gli utenti possono creare playlist e condividerle, e modificarle con la collaborazione di altri utenti (vedi software collaborativo). Per questo scopo i collegamenti alle playlist possono essere trascinati in una email o nella finestra di un programma di messaggistica istantanea. Se il destinatario segue il collegamento, la playlist viene scaricata nel suo programma Spotify. Le playlist scaricate si autoaggiornano se l'autore aggiunge o rimuove dei brani. Proprio come dei normali collegamenti, questi possono essere utilizzati ovunque. Lo stesso principio si applica alle singole tracce che possono essere trascinate nei vari programmi a piacere. Inoltre esistono numerosi siti web per condividere, votare e discutere le canzoni o le playlist di Spotify.

### Integrazione con Last.fm
L'integrazione con Last.fm consente agli utenti di Spotify di inviare le canzoni ascoltate al loro account su Last.fm. L'analisi effettuata da Last.fm permette agli utenti di Spotify di capire quali canzoni o artisti ascoltino maggiormente. Inoltre gli utenti di Spotify possono aggiungere un collegamento nella loro libreria su Last.fm alle canzoni su Spotify.

### Radio
Spotify comprende inoltre la funzionalità Radio, che genera playlist casuali basate su generi e decenni specificati dall'utente. La funzione Artist Radio crea playlist casuali di canzoni di artisti collegati all'artista selezionato, incluso l'artista stesso. I canali Artist Radio su Spotify forniscono informazioni sull'artista selezionato, dalla sua biografia ai suoi singoli più famosi. La funzione radio di Spotify presenta varie differenze dal suo concorrente Pandora. Utilizzando la funzione radio di Spotify, gli utenti possono saltare tutte le tracce che vogliono, mentre Pandora ha un limite al numero di tracce che possono essere saltate. Inoltre Spotify consente agli utenti di valutare le tracce, limitando dunque la capacità di creare una radio basata sulle preferenze dell'ascoltatore.

### Integrazione coi social network
Spotify permette agli utenti registrati di collegare i loro account con quelli esistenti su Facebook e X. Una volta che un utente collega il suo account su Spotify con il proprio profilo su altri social network è in grado di accedere alle canzoni o alle playlist preferite dei propri amici. Inoltre la compatibilità con Facebook permette agli utenti di Spotify di condividere delle canzoni coi loro amici su Facebook attraverso il servizio musicale. Gli utenti di Spotify sono in grado di inviare tracce o playlist agli amici che, per contro, possono accedere a questa musica attraverso i loro account su Spotify. Il 26 settembre 2011 è stato annunciato che tutti i nuovi account dovranno accedere al servizio attraverso Facebook. In quella settimana Sean Parker, ex presidente di Facebook e investitore di maggioranza di Spotify, ha commemorato questa integrazione a una festa durante la quale si sono esibiti Snoop Dogg, the Killers e Jane's Addiction.

### Applicazioni
Gli utenti possono accedere alle applicazioni integrate nel programma di Spotify, scritto in HTML5. Sviluppatori di terze parti possono offrire funzioni legate all'ascolto musicale come la condivisione in diretta delle playlist, recensioni musicali, testi e informazioni sui concerti. Al momento del lancio (30 novembre 2011 in versione beta), le applicazioni supportate erano Billboard, Fuse, The Guardian, Last.fm, Moodagent, Pitchfork, Rolling Stone, Songkick, Soundrop, TuneWiki e We Are Hunted.

### Line In
Nel 2018 Spotify aveva aggiunto il servizio Line In, attraverso il quale gli utenti possono suggerire modifiche di brani, album e artisti; dopo pochi mesi il servizio è stato chiuso.

## Informazioni tecniche

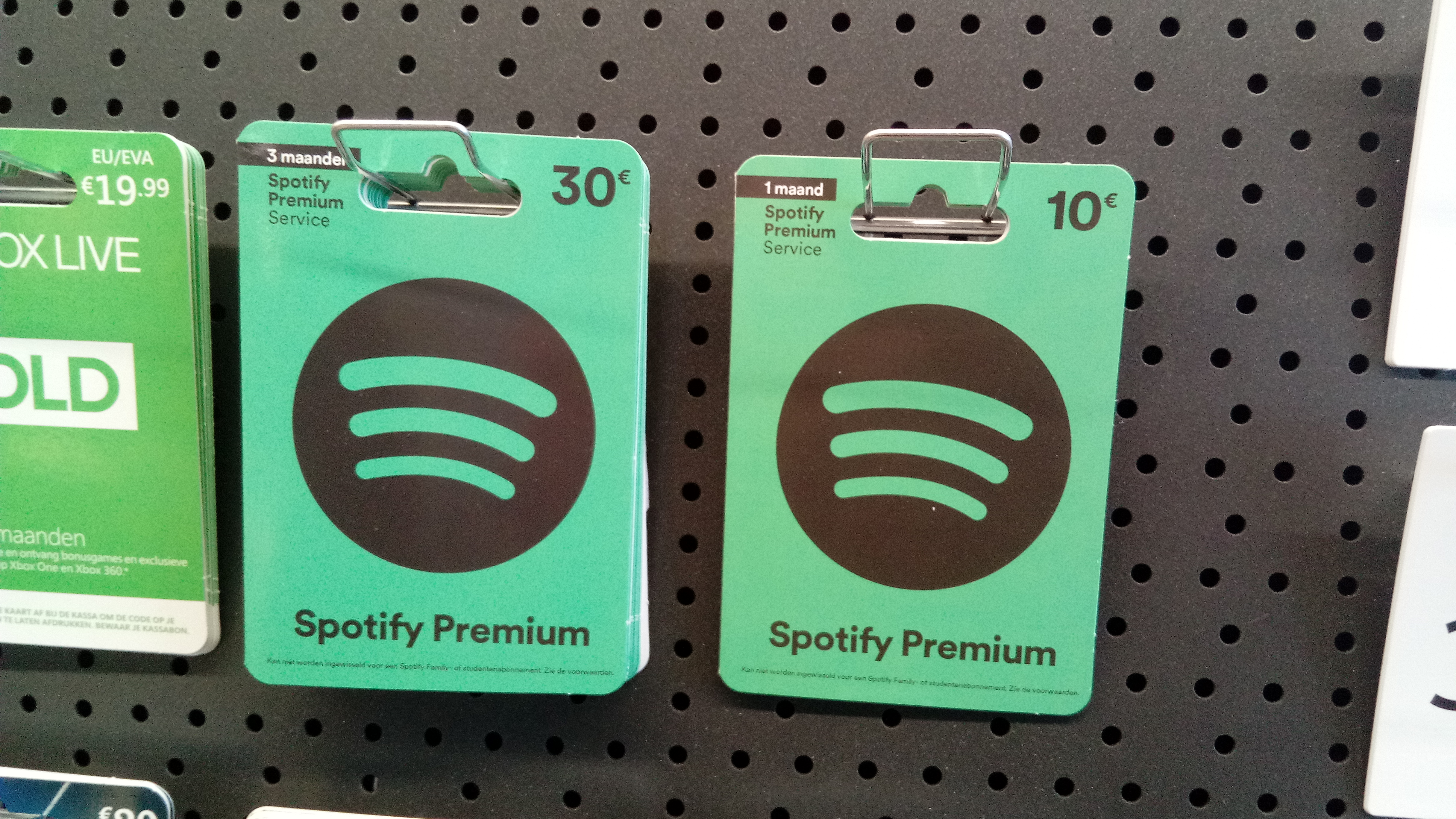
Carte prepagate per Spotify Premium

Il software utilizzato da Spotify è proprietario e utilizza la gestione dei diritti digitali (DRM) per impedire usi non autorizzati dei contenuti. Gli utenti che approvano i termini e le condizioni di servizio di Spotify acconsentono a non utilizzare tecniche di ingegneria inversa sul programma.
I contenuti della cache di ciascun client sono inseriti in un indice che viene inviato ai server di Spotify al momento della connessione al servizio. Questo indice è utilizzato per informare altri client della presenza di nodi addizionali a cui connettersi per ottenere le canzoni da riprodurre. Queste vengono trasmesse da ciascun client che dall'avvio si comporta come un server rimanendo in attesa di connessioni da parte di altri utenti di Spotify e scambiando i dati presenti nella cache quando opportuno. Attualmente non vi sono dettagli da parte degli sviluppatori su quante connessioni e quanta banda dell'utente usi il client di Spotify quando si collega ad altri utenti; il client di Spotify non offre modo di configurare questo.
Gli stream audio sono nel formato Vorbis a q5 (circa 160 kbit/s), o opzionalmente q9 (circa 320 kbit/s) per gli abbonati Premium. Spotify dichiara di avere un servizio di streaming quasi privo di buffer.
Dalla versione 0.4.3 è anche possibile riprodurre file MP3 e AAC locali, anche se questa funzione non è disponibile su Linux attraverso Wine in quanto Spotify «[...] sta bloccando i codec con l'identificativo »WINE-MPEG3″ finché Wine non funzionerà in modo soddisfacente." Tali file sono comunque riproducibili tramite la versione nativa per Linux.
La dimensione e la posizione dalla cache è configurabile. È raccomandato almeno un 1 GB di spazio disponibile. Su Mac OS X, è richiesto almeno un processore G4. L'utente deve registrare un account per utilizzare il software. Questo account può essere usato su più di un computer, ma la musica può essere ascoltata da un solo computer alla volta.

## Modello economico
L'azienda è finanziata dagli abbonamenti, dalle pubblicità mostrate a chi non è abbonato e dagli acquisti musicali in negozi partner.
Nel febbraio 2009 le pubblicità destinate agli utenti non paganti duravano 15 secondi. Nel maggio 2009, Neowin ha riferito che la lunghezza approssimativa era aumentata a 30 secondi.
Nel marzo 2009 Spotify ha iniziato ad offrire download musicali in partnership con il negozio musicale 7digital. Questa funzione è stata spostata da un menù contestuale a un più esplicito collegamento "Acquista" a metà ottobre 2009. Per gli utenti che acquistano un gran numero di brani, è possibile scegliere dei pacchetti di download che consentono di pagare in anticipo e quindi scaricare un certo numero di tracce in un mese.
Nel maggio 2010 Spotify ha introdotto l'account "Unlimited" che consente di ascoltare musica per un mese senza pubblicità alla metà del prezzo del Premium; comunque non include nessuna delle altre funzioni speciali riservate agli account Premium.
Nell'ottobre 2010 Wired ha rivelato che Spotify sta guadagnando di più di qualunque altro rivenditore di musica in Svezia, "online o offline".
Durante il 2010 Spotify ha pagato più di 45 milioni di dollari alle case discografiche.
Nel marzo 2011 Spotify ha annunciato di avere più di un milione di abbonati paganti in tutta Europa. A settembre il numero degli abbonati è raddoppiato a due milioni, ovvero almeno 10 milioni di dollari al mese di incasso.
Secondo About.com i musicisti indipendenti possono facilmente distribuire la loro musica attraverso Spotify; il guadagno per i download a pagamento è 0,70 dollari, per lo streaming è variabile in base al numero totale di ascolti mensili che un artista riceve.
Nel marzo 2018 Spotify ha annunciato il suo imminente IPO, ovvero offerta pubblica iniziale, non rivolgendosi al mercato, ma vendendo le proprie azioni direttamente agli investitori comuni. Il prezzo di partenza sarà basato sulla pura oscillazione tra la domanda e l'offerta presente sul mercato.

## Software

### Versioni desktop
I programmi in versione desktop sono disponibili per Microsoft Windows (2000 o superiore) e macOS (10.5 o superiore). Spotify ha ritirato una versione compatibile con i Mac OS precedenti alla versione 10.5 nel 2012.
Un'anteprima della futura versione per Linux compatibile con Debian 6.0 "Squeeze" e Ubuntu 10.04 è stata resa disponibile il 12 luglio 2010, in un primo momento solo per gli abbonati Premium e Unlimited a causa di un problema nel mostrare le pubblicità; poi è stata disponibile per tutti gli utenti. La versione di anteprima per Linux ora non è più supportata, ma viene comunque mantenuta aggiornata dalla comunità di sviluppatori. La versione per Windows può anche essere utilizzata su Linux e FreeBSD utilizzando Wine e il sito di Spotify ha una sezione dedicata a questo argomento. La versione più recente per i sistemi GNU/Linux su cui è supportata (come ad esempio Debian, Ubuntu e derivate, Fedora, ecc) è la 1.0.31, pubblicata il 10 giugno 2016. Esiste anche una versione per openSUSE installabile attraverso un programma che ricava un pacchetto RPM dal pacchetto deb per Debian e Ubuntu.

### Versioni per dispositivi mobili
L'applicazione di Spotify per Android è stata presentata al Google I/O il 28 maggio 2009; l'applicazione per l'iPhone è stata annunciata il 27 luglio 2009. Apple ha approvato l'applicazione un mese dopo, il 27 agosto 2009. Spotify per WebOS è stata resa disponibile negli Stati Uniti attraverso l'App Catalog a metà luglio 2011 in contemporanea con il lancio statunitense di Spotify. Le applicazioni permettono agli abbonati Premium di accedere all'intero catalogo musicale, ascoltare la musica quando sono connessi e anche quando sono disconnessi utilizzando la modalità offline (che è anche disponibile sul programma per computer agli abbonati Premium). Le versioni mobili di Spotify sono state distribuite sull'App Store di iTunes e sull'Android Market di Google lunedì 7 settembre 2009, mentre una versione per Symbian OS è stata resa disponibile sul sito di Spotify il 23 novembre 2009. Una versione per gli smartphone BlackBerry di RIM è in sviluppo, al giorno 19 ottobre 2011, ed è stata pubblicata una versione in anteprima per il BlackBerry. Il 4 ottobre 2010, Spotify ha distribuito una applicazione per la piattaforma Windows Mobile che supporta molti dispositivi con Windows Mobile 6.0 o superiore. mySpot era un programma freeware che funzionava su Windows Mobile. L'applicazione mySpot 0.85b forniva l'accesso al servizio di Spotify sulla piattaforma Windows Mobile attraverso un proxy intermedio. Questo servizio è stato disabilitato alcuni mesi prima che l'applicazione venisse pubblicata da Spotify. L'applicazione per Windows Phone è stata lanciata il 7 novembre 2011 ed attualmente è alla versione 1.1. Il servizio è un concorrente della funzionalità Microsoft Zune integrata in Windows Phone; entrambi i servizi offrono uno streaming musicale illimitato per un costo fisso mensile. L'applicazione richiede un account Spotify Premium per l'uso, è anche disponibile un periodo di prova di 48 ore.

### Librerie e software di terze parti
Alcuni sviluppatori di terze parti hanno scritto del software open source per accedere ai servizi di Spotify. Il più famoso di questi programmi è Despotify, originariamente sviluppato con un'interfaccia testuale e funzionante su Linux e macOS. Tutte le applicazioni di terze parte e le librerie in fase di sviluppo necessitano di un abbonamento premium a Spotify per funzionare.
- Jotify: un client scritto in Java.

#### Despotify
Despotify è un software libero progettato per Spotify. I suoi autori sono anonimi, ma hanno scritto sul loro sito che sono un gruppo di ricercatori informatici e professionisti della sicurezza svedesi che «credono fermamente nel diritto di giocare con la tecnologia».
Il software può essere eseguito sulla maggioranza dei sistemi operativi POSIX per i quali è disponibile un compilatore ANSI C. Richiede anche Core Audio, GStreamer, libao o PulseAudio per essere installato. Esiste anche un programma basato su Despotify, Spot, per gli iPhone jailbroken.
Spotify ha bloccato l'uso di Despotify per gli account "Free" e "Open", ma coloro che dispongono di un account "Premium" possono utilizzare Despotify se lo desiderano. Gli sviluppatori di Despotify hanno dichiarato che non cercheranno di aggirare questo blocco. Il codice può comunque essere modificato da altri per cercare di aggirare questo limite.
La libreria di Despotify è stata scritta per Python e Ruby. Dipende dalle librerie OpenSSL, zlib and libvorbis.

## Disponibilità geografica

Mappa raffigurante la disponibilità di Spotify nel mondo

Nel 2011 Facebook e Spotify hanno tenuto delle discussioni sull'integrazione del servizio musicale in Facebook in modo significativo in occasione del lancio di Spotify negli Stati Uniti. Spotify è stato lanciato negli USA il 14 luglio 2011.
Nel 2012, Spotify è stato lanciato in Germania il 13 marzo, mentre in Australia e in Nuova Zelanda il 22 maggio dello stesso anno.
Spotify ha raggiunto l'Italia il 12 febbraio 2013, in concomitanza con il Festival di Sanremo. Nello stesso giorno è stato attivato anche in Polonia e Portogallo. Successivamente, ad aprile, il servizio è stato attivato in Messico, Hong Kong, Malaysia, Singapore, Estonia, Lituania, Lettonia e Islanda. Il numero di mercati in cui l'azienda è presente arriva quindi a 28, con oltre 24 milioni di utenti attivi e 6 milioni di abbonati.
Il 24 settembre 2013 il servizio è stato esteso ad Argentina, Taiwan, Grecia e Turchia; l'11 dicembre dello stesso anno entrano nel mercato di Spotify altre 20 nazioni: Bolivia, Bulgaria, Cile, Cipro, Colombia, Costa Rica, Ecuador, El Salvador, Guatemala, Honduras, Malta, Nicaragua, Panama, Paraguay, Perù, Repubblica Ceca, Repubblica Dominicana, Slovacchia, Ungheria e Uruguay. Il 2014 ha visto il lancio di Spotify nelle Filippine (l'8 aprile), in Brasile (il 29 maggio) e in Canada (il 30 settembre). Nel 2016, Spotify viene attivato in Indonesia (a marzo) e in Giappone (a settembre). Due anni dopo è stato reso usufruibile anche in Romania.
Il 14 luglio 2020 è stato reso disponibile anche in Albania, Bielorussia, Bosnia ed Erzegovina, Croazia, Kazakistan, Kosovo, Macedonia del Nord, Moldavia, Montenegro, Russia, Serbia, Slovenia e Ucraina. Il 1º febbraio 2021 è stato lanciato anche in Corea del Sud.

## Comunità di utenti
Esiste una comunità di siti web, di blog e di strumenti ed applicazioni di terze parti per sostenere Spotify. Le risorse comuni includono gruppi su Facebook e Last.fm, bot su X e forum, strumenti per mostrare i testi delle canzoni e servizi per notificare agli utenti la disponibilità di nuovi brani. Nel 2010 il blog The Pansentient League ha organizzato il primo concorso sui siti dedicati a Spotify con categorie come Best Playlist Sharing Site (miglior sito di condivisione delle playlist), Best News & Music Finder Site (miglior sito per trovare notizie e musica) e Best Playlist Generator (miglior generatore di playlist). Si riferisce a un gruppo o a una comunità di utenti che condividono interessi, obiettivi o attività comuni all'interno di una particolare piattaforma, servizio o spazio digitale.

## Critiche
Il servizio di streaming è stato accusato di non essere in grado di remunerare adeguatamente gli artisti indipendenti. Helienne Lindvall del Guardian ha scritto che le etichette indie, al contrario delle major e dei membri di Merlin, non ricevono alcun avviso, non ricevono alcun minimo per ascolto, ma ricevono solo il 50% delle pubblicità con base rateale. Il musicista svedese Magnus Uggla voleva rimuovere la sua musica dal servizio, avendo constatato che dopo sei mesi aveva guadagnato solo «quello che un mediocre artista di strada potrebbe guadagnare in un giorno».
Il giornale norvegese Dagbladet ha riportato nel 2009 che la casa discografica Racing Junior aveva guadagnato solo 19 NOK (3,00 dollari) dopo che i loro artisti erano stati ascoltati oltre 55 100 volte. Secondo un'infografica di David McCandless, a un artista indipendente, su Spotify, occorrono oltre quattro milioni di ascolti al mese per guadagnare 1160 $. Luke Lewis di NME evidenzia i problemi del modello di business di Spotify dicendo che è «convinto che la parte gratuita di Spotify sia insostenibile» e che «se Spotify vuole avere un futuro ha bisogno di un business percorribile».
Nel settembre 2011 l'etichetta indipendente di Brooklyn Projekt Records è entrata pubblicamente in disaccordo con Spotify, dichiarando «Nel mondo in cui voglio vivere immagino artisti ricompensati adeguatamente per le proprie creazioni, perché noi (il pubblico) crediamo nella ricchezza che creano gli artisti. La passione, l'ostinazione e l'espressione dell'artista sono rispettate e ricompensate. Spotify NON è un servizio che fa questo. Projekt non sarà complice di questo inaccettabile principio.»
Nell'ottobre 2013 David Byrne critica questo tipo di servizi con un articolo pubblicato su The Guardian.
Spotify contiene la gestione dei diritti digitali e quindi è stato identificato da Defective by Design, una campagna della Free Software Foundation, come carente per progettazione. Utilizza dei trasferimenti peer-to-peer per aumentare la banda disponibile. Questo ha portato Spotify ad essere vietato in grandi reti dove gli utenti non sono responsabili per il costo della banda.

## Sponsorizzazioni
Nel 2022 viene firmato un accordo pluriennale con il Futbol Club Barcelona da circa 200 milioni di euro con lo scopo di avvicinare i tifosi del club al mondo musicale, i primi effetti sono visibili sullo stadio dei blaugrana rinominato Spotify Camp Nou.